# Bertha Bulcsu
Bertha Bulcsu (Nagykanizsa, 1935. május 9. – Budapest, 1997. január 19.) háromszoros József Attila-díjas magyar író, publicista.

## Életrajza
Édesapja tanító volt, édesanyja őt és két testvérét nevelte. A keszthelyi gimnáziumban érettségizett 1953-ban. Politikai okokból nem tanulhatott tovább, ezért különböző vidéki üzemekben dolgozott ipari munkásként, majd később egy rövid ideig könyvtáros volt. Budapestre költözéséig pécsi napilapok kulturális rovatát szerkesztette, valamint a Jelenkor prózarovatát. 1960-tól az Esti Napló, majd a Dunántúli Napló kulturális rovatát vezette. 1971 és 1974 között Jovánovics Miklóssal szerkesztették a 25 ezer példányban megjelent Új Írást, aminek a felelős szerkesztője volt. 1976-tól 1994-ig az Élet és Irodalom főmunkatársa volt, ahol Jelenségek címmel láttak napvilágot közvetlen élményeken alapuló, kritikus írásai. 1992-ben a Magyar Művészeti Akadémia alapító tagja lett.
Kétszer kötött házasságot: első felesége Nemes Teréz, egy fiuk született, második felesége, Nagy Franciska újságíró és író, egy lánynak adott életet.

## Munkássága

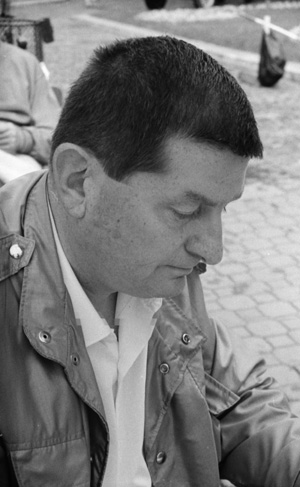
Bertha Bulcsu 1988-ban, az Ünnepi könyvhéten. Fotó: Kertész Dániel

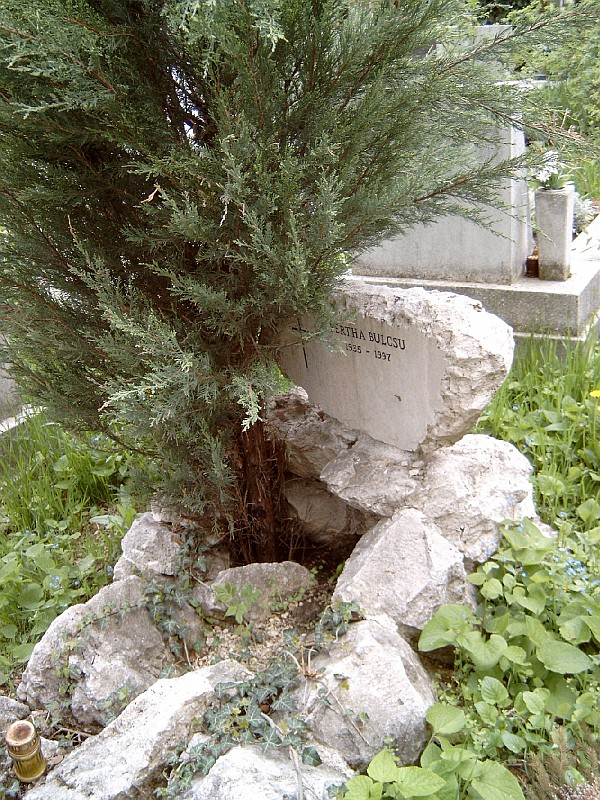
Sírja Budapesten. Farkasréti temető: 10/1-1-322.

„Élményanyaga a dunántúli, balatonmelléki falvak és az épülő gyárak világához kötődik.” Novelláit a Jelenkor közölte rendszeresen, első publikált írása a Jégnovella volt, amellyel azonnal kivívta az olvasóközönség és az irodalmi közvélemény figyelmét. 1962-ben jelent meg első novelláskötete, a Lányok a napfényben, melynek központi témája a munka, hősei hétköznapi munkások. 1964-ben jelent meg a Harlekin és szerelmese című novellafüzér, amelyből filmforgatókönyvet is írt. A mű létfilozófiai problémákat feszeget, a második világháború emlékeit írja le és a kubai rakétaválság hatására egy újabb háború nyomasztó gondolatát veti fel.
Későbbi alkotói korszakában a regény vált meghatározóvá. „Regényei aktuális eseményekhez, történeti évfordulókhoz, időszerű társadalmi problémákhoz tapadnak. Az írót közéleti érdeklődése, újságírói élményei is e kérdések felé vonzzák.”
1965-ben jelent meg első regénye, a Füstkutyák, amely egy község történetét írja le a termelőszövetkezetek egyesítése idején. A bajnok élete (1969) című regény hőse, Káli Gyula, egy sportoló, aki minden erejével azért küzd, hogy megnyerje az asztalitenisz-bajnokságot, története a célok, az akaraterő és a kitartás fontosságát hangsúlyozza. A főhős azonban mégsem követendő példa, mert értékrendjében minden alárendelődik céljainak, győzelme nem tölti el valódi boldogsággal. Az Át a Styx folyón (1969) az 1919-es honvédő háborút ábrázolja, főszereplője egy tanárból lett századparancsnok, aki a szolnoki csatában harcol a román intervenciós hadsereg ellen. Új novellái A nyár utolsó napjában jelentek meg, 1968-ban. A novellákban gyakran feltűnik a balatoni táj, gyermekkorának fontos színhelye.
A Tűzgömbök (1970) cselekménye a második világháború idején zajlik és egy harmadik osztályos diák sorsán keresztül mutatja be az eseményeket.
Három interjúkötetet is írt: Meztelen a király, Írók műhelyében és Délutáni beszélgetések címmel. Ezekben volt újságíró-szerkesztő kollégáit és a magyar irodalom kiemelkedő alkotóit mutatta be, például Lázár Ervin, Tüskés Tibor, Illyés Gyula, Mándy Iván, Nagy László, Zelk Zoltán, Örkény István stb. Műveit számos, köztük német, angol, olasz és kínai nyelvre is lefordították.
Három nagyjátékfilm forgatókönyvét jegyzi: Harlekin és szerelmese (1967, rendező: Fehér Imre), Tűzgömbök (1975, rendező: Fehér Imre), A kenguru (1975, rendező: Zsombolyai János).
Tévéjátékokat és hangjátékokat is írt. A fürdőigazgató című drámáját a Miskolci Nemzeti Színház mutatta be 1977-ben.
Nevét őrzi a 2004 óta átadásra kerülő Bertha Bulcsu-emlékdíj, Balatongyörökön pedig a Bertha Bulcsu Művelődési Ház számtalan kulturális rendezvénynek ad otthont.
Bertha Bulcsút 1999-ben a Digitális Irodalmi Akadémia posztumusz tagjává választották.

## Díjai, elismerései
- József Attila-díj (1966, 1971, 1975)[5]
- Szocialista Kultúráért (1970)
- Haza Szolgálatáért arany fokozata (1972)
- SZOT-díj (1978)
- A Művészeti Alap Irodalmi Díja (1978)
- Budapest Főváros Pro Arte Díja (1981)
- Gábor Andor-díj (1986)
- Az Év Könyve Jutalom (1987)
- Füst Milán-díj (1991)
- Táncsics Mihály-díj (1993)
- A Magyar Köztársasági Érdemrend tisztikeresztje (1995)
- Illés Endre-díj (1996)
- Pro Literatura díj (1997)
- Alternatív Kossuth-díj (1997, posztumusz)
- Balaton-díj (1999, posztumusz)

## Művei
- Lányok napfényben; Szépirodalmi, Budapest, 1962
- Harlekin és szerelmese; Magvető, Budapest, 1964
- Füstkutyák. Regény; Szépirodalmi, Budapest, 1965
- A nyár utolsó napja; Szépirodalmi, Budapest, 1968
- A bajnok élete. Regény; Egyetemi Ny., Budapest, 1969 (Kozmosz könyvek)
- Át a Styx folyón. Elbeszélések; Szépirodalmi, Budapest, 1969
- Tűzgömbök. Regény;  Szépirodalmi, Budapest, 1970
- Meztelen a király. Tizenöt portré;  Szépirodalmi, Budapest, 1972
- Írók műhelyében (1973)
- Balatoni évtizedek; Szépirodalmi, Budapest, 1973 (Magyarország felfedezése) Online elérés
- A kenguru. Regény; Kozmosz Könyvek, Budapest, 1976
- A Teimel villa (1976)
- A fürdőigazgató (1977) – vígjáték
- Délutáni beszélgetések (1978)
- Ilyen az egész életed (1980)
- A fejedelem sírja felett (1980)
- Fehér rozsda (1982)
- Különleges megbízatás. Válogatott elbeszélések; Zrínyi, Budapest, 1983
- Medvetáncoltatás (1983)
- Árnyak és lovasok (1986)
- Te jössz, Lupusz... Regény; utószó Funk Miklós; Népszava, Budapest, 1988
- Willendorfi Vénusz (1988)
- Írók, színészek, börtönök; Új Idő, Budapest, 1990 (Új Idő könyvek)
- Egy író állatkertje; Schenk, Budapest, 1992
- Kémnő a sárkányrepülőtéren. Válogatott elbeszélések; Zrínyi, Budapest, 1992
- Utazás fehér lavórban (1994)
- Kommunizmus, délutáni napfényben; Magvető, Budapest, 1996
- Bertha Bulcsu beszélgetései; magánkiadás, Budapest, 1999
- Amerikai fiúk; utószó Ekler Andrea; Babits, Szekszárd, 2000
- "... élni kell, ameddig élünk". Csorba Győző és Bertha Bulcsu levelezése, 1961–1995; szerk. Pintér László; Pro Pannonia, Pécs, 2004 (Pannónia könyvek)